# Tratado de Blois (1512)
 Tratado de Blois (desambiguación)
El Tratado de Blois es un acuerdo internacional firmado en el mes de julio de 1512 en la ciudad francesa de Blois entre los monarcas de Navarra, Juan III y Catalina I y el rey francés, Luis XII.
Cronológicamente es el cuarto tratado que lleva el nombre de la ciudad francesa de Blois y supuso la suscripción de una alianza entre los Reinos de Navarra y Francia contra el Reino de Inglaterra y sus aliados Castilla y Reino de Aragón.

## Resumen del tratado
Este es un resumen del auténtico tratado firmado el 18 de julio de 1512.
- Artículo primero. Es un pacto de no agresión, e incluye la ayuda mutua ante posibles necesidades contra un enemigo común, respetándose los dominios territoriales de cada parte.

- Artículo segundo. Se comprometen a no permitir el paso a través de sus territorios a tropas que combatiesen a cualquiera de ambos reinos.

- Artículo tercero. Se reconoce la libertad de comercio de cada Corona, tanto por tierra como por mar, así como en los desplazamientos de los comerciantes y residencias de los mismos de ambos dominios.

- Artículos cuarto y quinto. Se obligan las partes a participar en los tratados de amistad y alianza firmados por el otro.

- Artículos sexto y séptimo. Se exige al rey navarro la consideración de enemigo de los ingleses y de cualquiera que les acompañase, en el caso de una invasión a Francia, con la obligación, además de combatirlos.

- Artículo octavo y último. Se reconocía la alianza (ci-devant á été faite Alliance)[sic] entre los reyes navarros y los de Aragón y Castilla, para no permitir el paso de los que, a través de Navarra, quisieran atacar España y se extiende ese compromiso a quienes quisieran hacer la guerra a Francia desde Navarra.[1]

## Contexto histórico de la firma del tratado
El Reino de Navarra llevaba desde mediados del siglo XV soportando una grave división social fruto de la Guerra Civil de Navarra entre dos bandos nobiliarios con intereses contrapuestos: Agramonteses y Beamonteses, los cuales mantenían además distintas visiones sobre la orientación de la política exterior navarra.
Contando con esa realidad de división, el reinado de Juan III de Albret y de Catalina de Foix había sido especialmente prudente intentando mantener un equilibrio entre las relaciones con Francia y con Castilla.
En esta última corona, la repentina muerte de Felipe I de Castilla había devuelto el gobierno castellano a Fernando el Católico, en calidad de regente de su nieto Carlos I, a la sazón todavía un niño. Con Fernando en el gobierno de Castilla, las posibilidades de Navarra de verse directamente involucrada en el conflicto abierto que mantenían el Católico y Luis XII de Francia se incrementó notablemente al conceptualizar Fernando el Católico que la presencia en el trono navarro de unos reyes con enormes intereses patrimoniales en Francia podía constituir una plataforma que Luis XII utilizase contra Castilla y Aragón.
Ante este panorama, los primeros pasos de los monarcas navarros habían intentado ser especialmente prudentes, conscientes tanto de la división social que había en el propio Reino de Navarra como del enfrentamiento existente entre Francia y Castilla. Una prudencia que se había manifestado en lo que a política exterior se refiere en un cauto mantenimiento de una posición de neutralidad.
A su vez, Luis XII no quería dejar pasar de utilizar a Navarra como cabeza de puente en contra de los intereses castellanos y presionó a los reyes de Navarra con la amenaza de despojarlos de sus señoríos patrimoniales en Francia utilizando políticamente la reclamación de Gastón II de Narbona sobre el condado de Foix. En este contexto, la firma por parte de los reyes de Navarra del Tratado de Blois con Luis XII suponía precisamente una ruptura de la neutralidad y optar definitivamente por aliarse con el rey francés para asegurarse la posesión de sus señoríos al otro lado de los Pirineos.

## Consecuencias de la firma del tratado
De este modo, conocidas por el rey Católico las negociaciones sobre el tratado, persuadido de la definitiva alianza que suponían sus cláusulas entre los reyes navarros y Luis XII, y mientras un ejército inglés desembarcaba en Guipúzcoa para hostigar al suroeste francés, un ejército al mando de Fadrique Álvarez de Toledo, duque de Alba, compuesto destacadamente por efectivos guipuzcoanos y alaveses invadió Navarra el 10 de julio, a través del corredor del valle del Río Araquil sin encontrar apenas resistencia y obteniendo la capitulación de Pamplona el 24 de julio, la de Tudela el 9 de septiembre y finalizando con la toma de San Juan Pie de Puerto el 10 de septiembre.
A su vez, el papa Julio II expidió la bula Pastor Ille Caelestis por la que excomulgaba a los reyes de Navarra por su alianza con el rey francés, enfrentado a su vez al papado.
Fernando el Católico no inició la invasión del reino una vez obtenida la bula de excomunión, puesto que esta fue expedida después, pero si pudo utilizarla para esgrimirla ante los pocos focos de oposición que encontró en la conquista del reino.
Juan III de Albret y Catalina de Foix, los reyes navarros, huyeron a sus dominios de Bearne al otro lado de los Pirineos sin que llegaran siquiera a plantear batalla en campo abierto y fiándolo todo a las fuerzas militares que el rey francés, Luis XII, les proporcionase en cumplimiento precisamente del tratado firmado.